# Euphorbia medicaginea
Euphorbia medicaginea es una especie de fanerógama perteneciente a la familia Euphorbiaceae. 

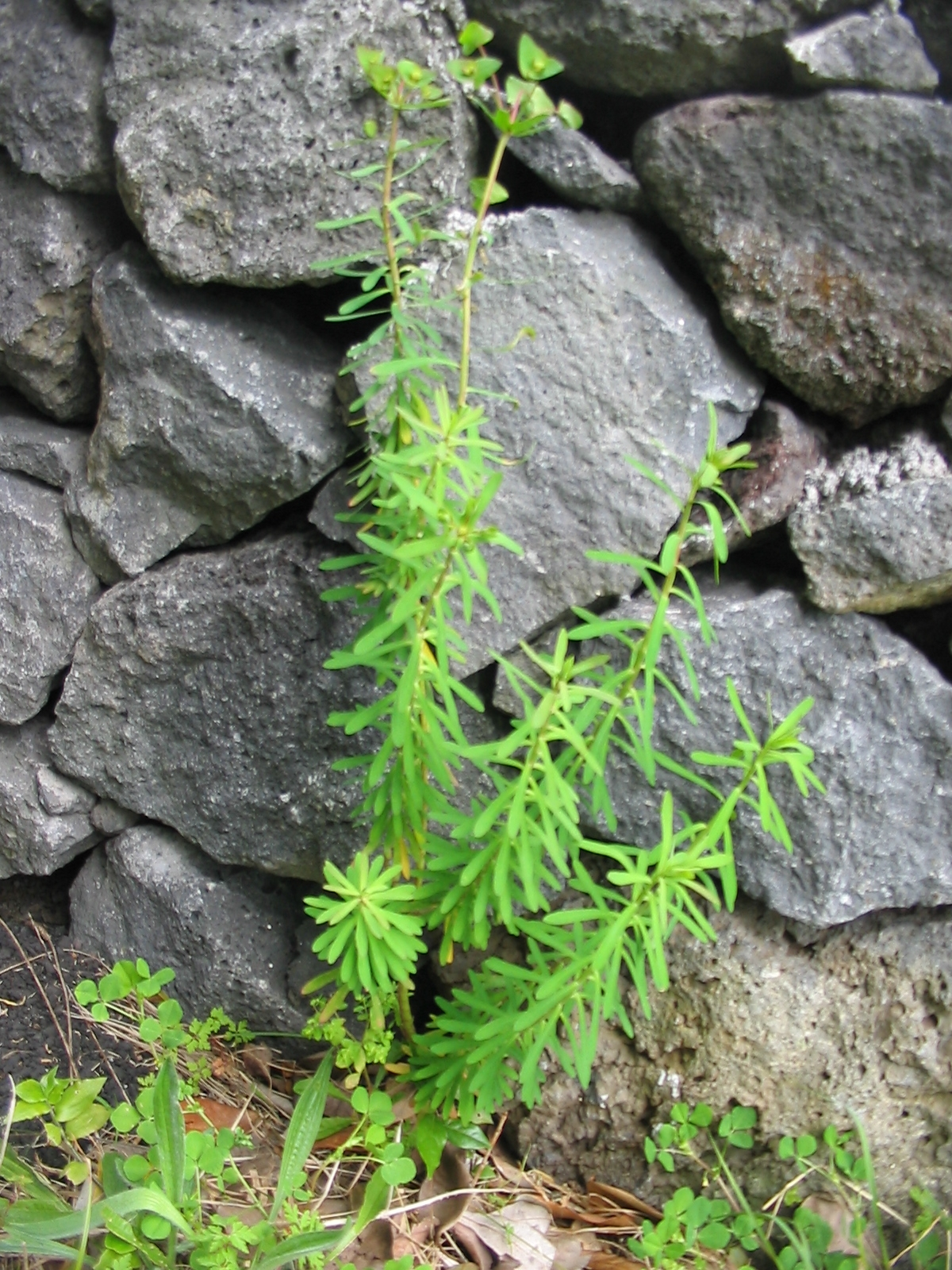
Vista de la planta

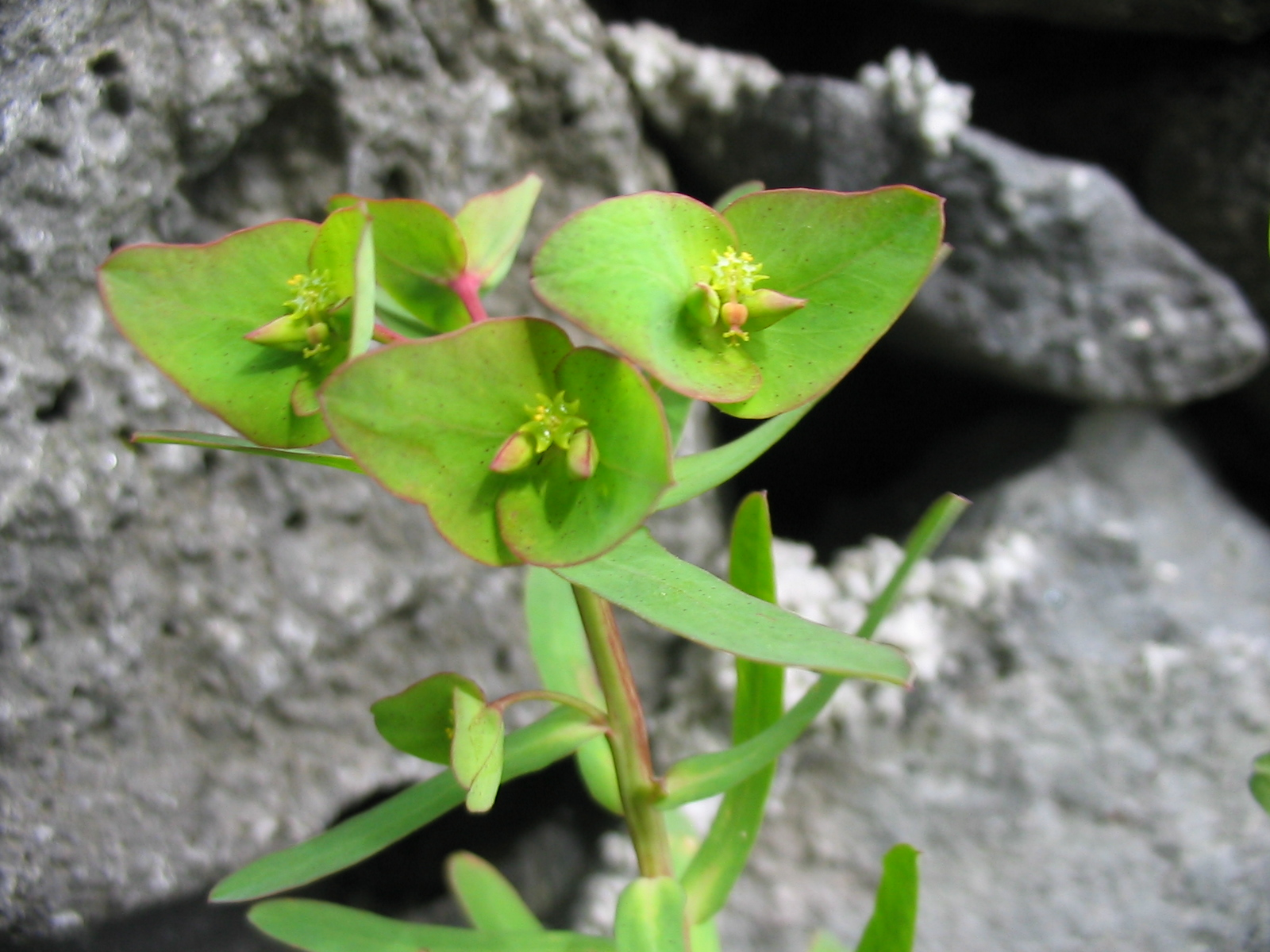
Flor

## Descripción
Es una planta anual, glabra. Tallos de hasta 35 cm de altura, simples o ramificados en la base. Hojas de hasta 50 x 8 mm, estrechamente oblongo-elípticas u obovadas, serruladas, obtusas o truncadas, mucronadas, atenuadas. Brácteas más cortas que las hojas superiores, oblongoelípticas, serruladas, agudas, mucronadas. Bracteolas de hasta 14 x 12 mm, anchamente ovadas, subagudas, mucronadas, con base asimétrica, escasamente pubescentes; las de cada nudo ligeramente soldadas en la base. Inflorescencia con 3-5 radios divididos dicotómicamente hasta 3 (-4) veces y con (0-) 1-5 radios asilares. Glándulas semilunares, amarillas, con cuernos amarillo-pálidos, más; o menos tan largos como ellas. Cápsulas de 2,5-2,8 x 3 mm, profundamente surcadas, con dorso de las cavidades ligeramente granuloso. Semillas de 1,8-2,1 x 1-1,3 mm, oblon;oídeas, negras, con tubérculos sinuosos más o menos dispuestos longitudinalmente blancos. Carúndula pequeña, cónica. 2n= 16 (Cádiz). Florece y fructifica de marzo a mayo.

## Distribución y hábitat
Es ruderal-viaria y mala hierba de los cultivos y herbazales nitrófilos: cunetas, taludes, márgenesde campos y caminos, barbechos, ramblas de los ríos; termófila, no se aleja excesivamente del litoral; a una altitud de 0-400 metros en la mitad sur de la península ibérica, Baleares y Norte de África (Marruecos, Argelia y Túnez).

## Taxonomía
Euphorbia medicaginea fue descrita por Pierre Edmond Boissier y publicado en Elenchus Plantarum Novarum 82. 1838.
Etimología
Euphorbia: nombre genérico que deriva del médico griego del rey Juba II de Mauritania (52 a 50 a. C. - 23), Euphorbus, en su honor – o en alusión a su gran vientre –  ya que usaba médicamente Euphorbia resinifera. En 1753 Carlos Linneo asignó el nombre a todo el género.
medicaginea: epíteto
Sinonimia
- Euphorbia arsenariensis (Batt.) Batt. & Trab.
- Euphorbia azorica Welw. ex Boiss.
- Euphorbia dracunculoides var. faurei Maire
- Euphorbia dracunculoides subsp. melillensis Maire
- Euphorbia italica Salzm. ex Boiss.
- Euphorbia latifolia Salzm. ex Boiss.
- Euphorbia mazarronensis Esteve
- Euphorbia medicaginea subsp. arsenariensis (Batt.) Batt.
- Euphorbia medicaginea var. arsenariensis Batt.
- Euphorbia medicaginea var. oblongifolia Ball
- Tithymalus medicagineus (Boiss.) Klotzsch & Garcke
- Tithymalus medicagineus subsp. arsenariensis (Batt.) Soják	[4]